# Bruce Mitchell (musicien)
Pour les articles homonymes, voir Bruce Mitchell et Mitchell.
Bruce Mitchell, né le 6 juin 1940 à Didsbury un des districts de Manchester en Angleterre, est un batteur de jazz qui joue régulièrement avec Vini Reilly au sein de The Durutti Column.

## Biographie
Bruce Mitchell est né dans la banlieue de Didsbury, au sud de Manchester, le 6 juin 1940.
Il n'a pas eu de réelle formation musicale. Son père était batteur et  bassiste. Bruce Mitchell fait partie d'un groupe traditionnel de Manchester, dans les années 1960, et est hippie pendant un temps. Jusqu'à 1974 il fait partie du groupe Greasy Bears. En 1974 il rejoint un groupe de Comedy Rock: Alberto y Lost Trios Paranoias; le groupe se sépare en 1982.
En 1981, Bruce Mitchell rejoint The Durutti Column pour l'album LC. Il continue à se produire avec Vini Reilly au sein du groupe.